# Leon Shapira
Leon Shapira nació en Hersun cerca de Kiev el 14 de julio de 1905 y murió en Nueva York el 25 de diciembre de 1984, fue historiador, escritor, profesor de Historia de los judíos en Rusia y la Unión Soviética. 
Entre 1923 y 1924 estudió Licenciatura en Ciencias sociales y Jurídicas en la Universidad de Kiev. Fue Menchevique encarcelado debido a protestas anti - Bolchevique en 1924 y pasó un año y medio en Siberia, acusado de ser un «espía Inglés» y sabotaje de vías férreas y líneas telefónicas. Antes de ser enviado a Siberia pasó un par de semanas en la Prisión de Butirka y en la Prisión de Taganka dentro de Moscú donde dos anarquistas, organizaron una huelga de hambre. La esposa de Máximo Gorki intervino y se le permitió abandonar Rusia en 1925 a Palestina.
Entre 1926 y 1944 tuvo Execuátur como canciller del consulado de la Argentina en Bremen.
En 1928 se graduó en abogacía, Ciencias Sociales y Jurídicas de la Universidad de Toulouse.
Entre 1935 y 1940 se casó en París con Leorfore Rita Willdorff. Trabajó con el cruz rojo político (Political Red Cross) de París, donde conoció a Néstor Makhno, Alexander Schapiro y Sholom Schwartzbard. En 1940 fue Secretario General de la Fédération des Sociétés Juives de France, París.
Ayudó a organizar la fuga de Judíos de Europa durante la Segunda Guerra Mundial y participó activamente en varias organizaciones preocupadas por la emigración de los Judíos Soviética y Europa del Este a Palestina. 
Entre 1941 y 1949 fue Investigador Asociado de la en:American Jewish Joint Distribution Committee, de Nueva York.
1941 emigró a los Estados Unidos y en 1946 casó con Luba Shapira.
Entre 1954 y 1956 fue director Adjunto, Departamento de Cultura, la Conferencia sobre Reclamaciones materiales judías contra Alemania.
Entre 1964 y 1967 fue Investigador Asociado, Universidad de Columbia Seminario de Métodos de Investigación Internacional.
Entre 1964 y 1972 fue Asistente de Director Ejecutivo, Fundación Memorial de la Cultura Judía.
Entre 1968 y 1978 fue profesor de Historia de los Judíos de Rusia y la Unión Soviética, Departamento de Estudios de hebreo y la Unión Soviética / Europa del Programa de Estudios, la Universidad Rutgers.
Entre 1972 y 1973 fue profesor Adjunto, Queens College, Escuela de Estudios Generales, Universidad de la Ciudad de Nueva York.
En 1973 fue profesor asociado Adjunto, Estudios Judaísmo, College de Brooklyn de la Universidad de la Ciudad de Nueva York.
Entre 1974 y 1975 fue profesor asociado Adjunto, Academia de Sin Paredes, la de la Universidad de Haifa.
Entre 1978 y 1979 fue profesor de la en:Empire State College.

## Obras
- World Jewish Population” American Jewish Year Book, Vol. 61,[2]
- Leon Shapiro, The History of ORT: Общество распространения просвещения между евреями России, A Jewish Movement for Social Change (New York: Schocken Books, 1980),